# 南沛郡
南朝宋、齐在今安徽省天长市侨置南沛郡、沛县，梁改南沛郡为泾城郡、泾州，陈改泾城为沛郡。
南北朝末年，北周将沛郡并入彭城郡和石梁郡，从此沛作为郡名消失。不过作为郡名来源的沛县却将这个名称保留到了今天。